# Wolf Feilchenfeld
Wolf Feilchenfeld (* 28. Mai 1827 in Glogau, Provinz Schlesien; † 10. Mai 1913 in Posen, Provinz Posen) war ein deutscher Rabbiner und Vertreter des konservativen Judentums.

## Leben
Feilchenfeld, Sohn des Kürschners Eisig Wolf Feilchenfeld (1786–1862) und dessen Ehefrau Jette Feilchenfeld, geborene Bamberger, besuchte von 1837 bis 1844 ein katholisches Gymnasium in seiner Vaterstadt. Dann studierte er Philosophie und Orientalistik an der Friedrich-Wilhelms-Universität zu Berlin. Über das ethische Prinzip der Stoiker ist der Titel seiner Berliner Preisarbeit von 1848. An der Friedrichs-Universität Halle-Wittenberg promovierte er 1849 mit der Arbeit Quod Stoici „convenienter naturae vivere“ principium ponunt, variis formulis conceptum, ex universae corum disciplinae ratione et nexu illustretur et exponatur, expositum examinetur et dijudicetur (Was die Stoiker als Prinzipien des „Lebens im Einklang mit der Natur“ dargelegt haben, veranschaulicht und dargelegt aus der Begründung und dem Zusammenhang der gesamten Disziplin, das Dargelegte untersucht und beurteilt).
Parallel ließ er sich in Berlin von Michael Landsberg, in Danzig von Israel Lipschitz und in Hamburg von Mordechai Michael Jaffa zum Rabbiner ausbilden. In Berlin freundete er sich mit dem Rabbiner Esriel Hildesheimer an. 1854 erhielt er die Ordination.
Von 1855 bis 1872 amtierte er in der Alten Synagoge als Rabbiner und Religionslehrer der jüdischen Gemeinde von Düsseldorf. In jenen Ämtern war er Nachfolger des Rabbiners Hermann Joël, eines Vertreters des Reformjudentums. Während dieser Jahre gebar seine Ehefrau Ernestine, geborene Berend (1835–1912), die Urenkelin des hannoverschen Landesrabbiners Berend Joshua (Issachar Berish Berenstein, 1747–1802), die er am 5. November 1858 geheiratet hatte, fünf Söhne und eine Tochter, unter anderen den späteren Kaufmann Bernhard Feilchenfeld sowie die späteren Lehrer und Gelehrten Alfred Feilchenfeld, Joseph Feilchenfeld (1869–1927) und Ludwig Feilchenfeld (1871–1898). Am 11. Juli 1867 eröffnete er ein Rabbinerseminar in Düsseldorf, die „Bildungs-Anstalt für israelitische Lehrer“. Während Feilchenfeld als Schulleiter fungierte, Religion und ab 1868 auch Geometrie unterrichtete, gab Hirsch Plato als Hauptlehrer neben Religion die Fächer Deutsch, Französisch, Geschichte, Geographie, Rechnen und Naturgeschichte. Daneben waren an der Schule weitere Lehrer tätig, etwa Julius Kost für das Fach Zeichnen. Als Feilchenfeld 1872 eine Berufung als Oberrabbiner in Posen erhielt, übernahm Plato vorübergehend die rabbinische Seelsorge und das Lehrerseminar, ehe er es 1874 nach Köln-Ehrenfeld verlegte.
In Posen wurden Feilchenfeld zwei Töchter geboren. Dort gründete und leitete er ebenfalls eine Religionsschule. 1907 konnte er die Neue Synagoge der Stadt einweihen. Seine Interessen galten außerdem der jüdischen Literatur und Geschichte, insbesondere der Geschichte des Posener Judentums. Über diesen Themenkreis verfasste er zahlreiche Veröffentlichungen. Von 1876 bis 1911 gehörte er dem Zentralkomitee der Alliance Israélite Universelle als ordentliches Mitglied an und wurde dann auch zu einem Ehrenmitglied ernannt. 1897 zählte er zu den Gründern und den Vorstandsmitgliedern der Vereinigung traditionell-gesetzestreuer Rabbiner Deutschlands. In seinen letzten Lebensjahren war er auch Mitglied des Tora-Ältestenrats von Agudath Israel.

## Schriften (Auswahl)
- Das Hohelied inhaltlich und sprachlich erläutert. Verlag von Wilhelm Koebner, Breslau 1893.